# Ted Lange
Theodore William (Ted) Lange (Oakland (Californië), 5 januari 1948) is een Amerikaans acteur, producent, regisseur en scenarioschrijver.
Lange leerde het acteren aan de Royal Academy of Dramatic Art in Londen en begon zijn carrière bij de San Francisco's New Shakespeare Company. Later vertrok hij naar Broadway waar hij deel uitmaakte van het ensemble van de musical Hair. In 1977 werd hij geselecteerd voor de rol van Chef-Barkeeper in de tv-serie The Love Boat. Na het einde van deze serie in 1986 speelde hij onder andere gastrollen in Scrubs, The King of Queens en Psych.
Naast acteur is Lange ook actief als regisseur en scenarioschrijver. Van een aantal afleveringen van The Love Boat was de regie in handen van Ted Lange. Ook schreef hij een aantal scenario's voor de serie.
- International Standard Name Identifier: 0000 0000 5239 6984
- Library of Congress Control Number: nr98027695
- Nationale Bibliotheek van Tsjechië: xx0161712
- SNAC: w6wh35jf
- Virtual International Authority File: 14684290
- WorldCat: E39PBJh4Bwxdqp8qr7T6QY8V4q